# Idrografia di Castel Goffredo

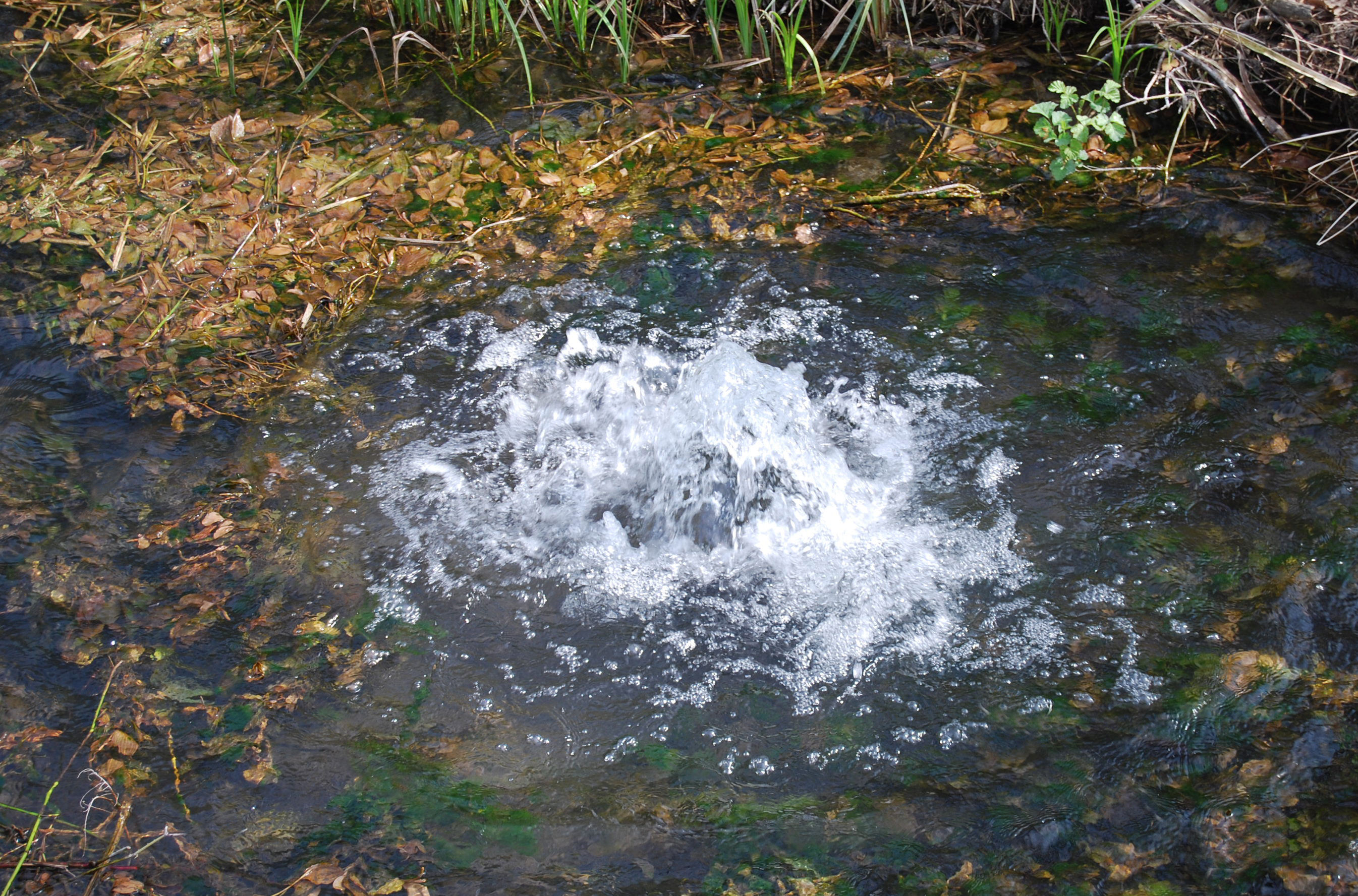
Fontanile a Castel Goffredo, in Pianura Padana

L'idrografia di Castel Goffredo è molto complessa, poiché molti sono i fiumi, torrenti, canali e rogge che formano un vero e proprio groviglio idrico.
La falda acquifera è del tipo falda freatica, alimentata per effetto dell'infiltrazione delle acque del Garda attraverso i rilievi morenici. La profondità della falda dal piano campagna è di circa 10 m.
La falda freatica svolge un ruolo fondamentale nell'agricoltura della zona o per il rifornimento d'acqua tramite l'utilizzo dei pozzi situati nelle abitazioni.

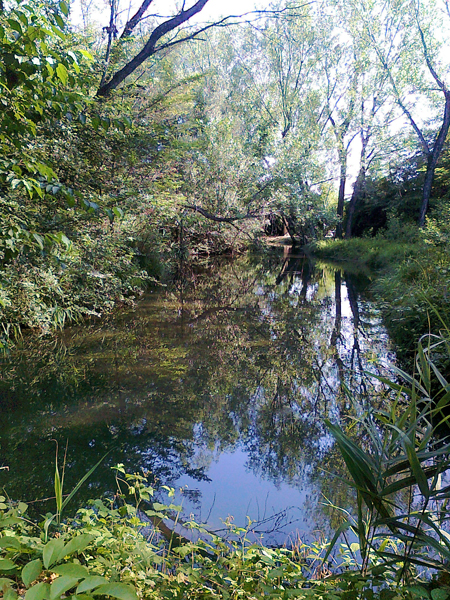
Zona dei fontanili, a nord di Castel Goffredo

Caratteristica della zona è la presenza di fontanili (dei quali è stata redatta una cartografia nel XVIII secolo) e di risorse idriche sotterranee, probabilmente alimentate anche per effetto dell'infiltrazione delle acque del lago di Garda attraverso i rilievi morenici.
Nella Pianura padana, in una fascia continua che si estende dal Piemonte al Veneto e che delinea la transizione tra alta e bassa pianura, sono presenti i fontanili (risorgive o fontanazzi), che costituiscono uno degli elementi ambientali più tipici.
La zona in cui si trova Castel Goffredo, in prevalenza pianeggiante, appartiene all'Alto Mantovano e alla fascia della media pianura idromorfa. Questo tratto, caratterizzato da sedimenti sabbiosi e ghiaiosi, permette una intensa circolazione idrica sotterranea e compare il fenomeno naturale delle risorgive. Le acque, la cui portata aumenta in estate, affiorano in superficie ad una temperatura costante di 11°-12 °C e, opportunamente convogliate, sono state utilizzate in agricoltura a scopi irrigui sino agli inizi del 1900. Con la nascita dell'industria e il conseguente abbassamento della falda questa pratica è stata quasi del tutto abbandonata. Importante nella zona la presenza dell'alberatura, composta soprattutto da gelsi, utilizzati nell'Ottocento per la coltura dei bachi da seta e da salici.
Interessante per il microambiente naturale è la zona che si trova nelle frazioni Profondi e Perosso, a nord del capoluogo, ricca di vegetazione, permette la vita di gamberi di fiume e la sopravvivenza di numerosi uccelli acquatici. La presenza delle risorgive crea le condizioni ambientali idonee allo sviluppo di una vegetazione di piante acquatiche quali il crescione d'acqua, l'iris selvatico, le ninfee, il ranuncolo d'acqua e la lenticchia d'acqua chiamata ranina, che riveste il fondo del fontanile. Per la fauna avicola nidificano qui le anitre selvatiche, i germani reali e le gallinelle d'acqua.

## Fiumi e torrenti
Numerosi corsi d'acqua e torrenti, alcuni di rilevante valore naturalistico-ambientale, percorrono il territorio comunale:

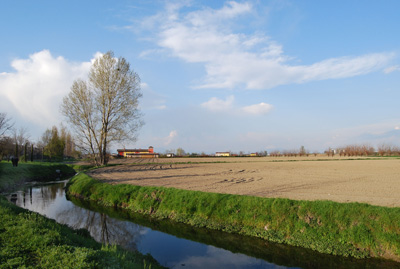
Castel Goffredo, il torrente Tartaro

- il torrente Tartaro (o Tartaro Fabrezza) nasce nella frazione Lame di Carpenedolo, attraversa da nord a sud il comune di Castel Goffredo, passa per Casaloldo, Mariana, Redondesco e Marcaria e sfocia nel fiume Oglio.[8] La sua origine è molto antica e si hanno testimonianze già nel 1145 in una bolla di papa Eugenio III, dove si nomina anche l'antica  chiesa di San Michele, che sorgeva vicino al torrente.[9] Il corso d'acqua è stato citato anche dal novelliere Matteo Bandello, ospite dal 1538 al 1541 del marchese Aloisio Gonzaga,[10] nei suoi Canti XI;[11]
- il torrente Fuga (o Seriola Fuga) nasce a nord di Castel Goffredo in località Profondi e percorre la zona ovest della città, passa per Casaloldo e sfocia a Mosio nel fiume Oglio.[8] Questo fiume formava anticamente il baluardo difensivo di Castel Goffredo;[12]
- il Tartarello nasce alla periferia nord della città e ne attraversa tutto il centro abitato sfociando poi nella Fuga. Nel XV secolo scorreva, parzialmente scoperto, Piazza dell'Olmo (ora Piazza Mazzini). È del tutto scomparso;[13]
- il torrente Osone nasce nel territorio di Castel Goffredo, percorre l'abitato di San Martino Gusnago, bagna Castellucchio e sfocia nel Mincio nelle vicinanze di Grazie di Curtatone;[14]
- la Seriola Gozzolina nasce nel territorio di Castiglione delle Stiviere e percorre la zona nord-est di Castel Goffredo;[14]

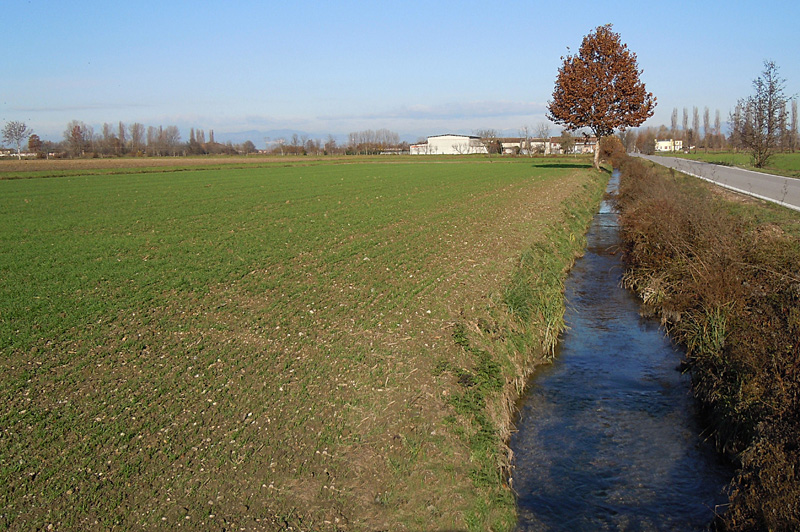
Il torrente Fuga nei pressi di Castel Goffredo

- la Seriola Piubega nasce nella frazione Lame di Carpenedolo e percorre la zona nord-est di Castel Goffredo;[14]
- il Fosso Gambaredoletto (o Fosso Gambaredolo-Gambaredoletto) nasce nella campagna a est di Medole, percorre un tratto nel comune di Castel Goffredo e sfocia nella Seriola Piubega a sud della località di Gambaredolo;[15]
- il Gambino (o Vaso Gambino) nasce nella frazione Lame di Carpenedolo e percorre la zona ovest di Castel Goffredo (Casalpoglio) al confine con la provincia di Brescia;[14]
- lo Scolo Gambino-Pagadelli, piccolo torrente che nasce nella campagna ad est della frazione Berenzi, percorre i territori dei comuni di Casaloldo e Piubega, sfociando nel Canale Primario di Mariana;[16]
- il Vaso Corgolo, piccolo torrente che nasce a sud e nella frazione Berenzi, entra nel territorio di Casaloldo e prosegue per i territori di San Martino Gusnago e Piubega;[16]
- il Ressico, piccolo torrente, nasce nei pressi di Carpenedolo e percorre per alcuni chilometri il comune di Castel Goffredo verso ovest.[14]
- il Canale Virgilio, artificiale, utilizzato a scopi irrigui in agricoltura. Scorre a nord del centro abitato.[7]

La gestione delle acque superficiali è affidata al Consorzio di Bonifica Alta e Media Pianura Mantovana.

## Galleria d'immagini

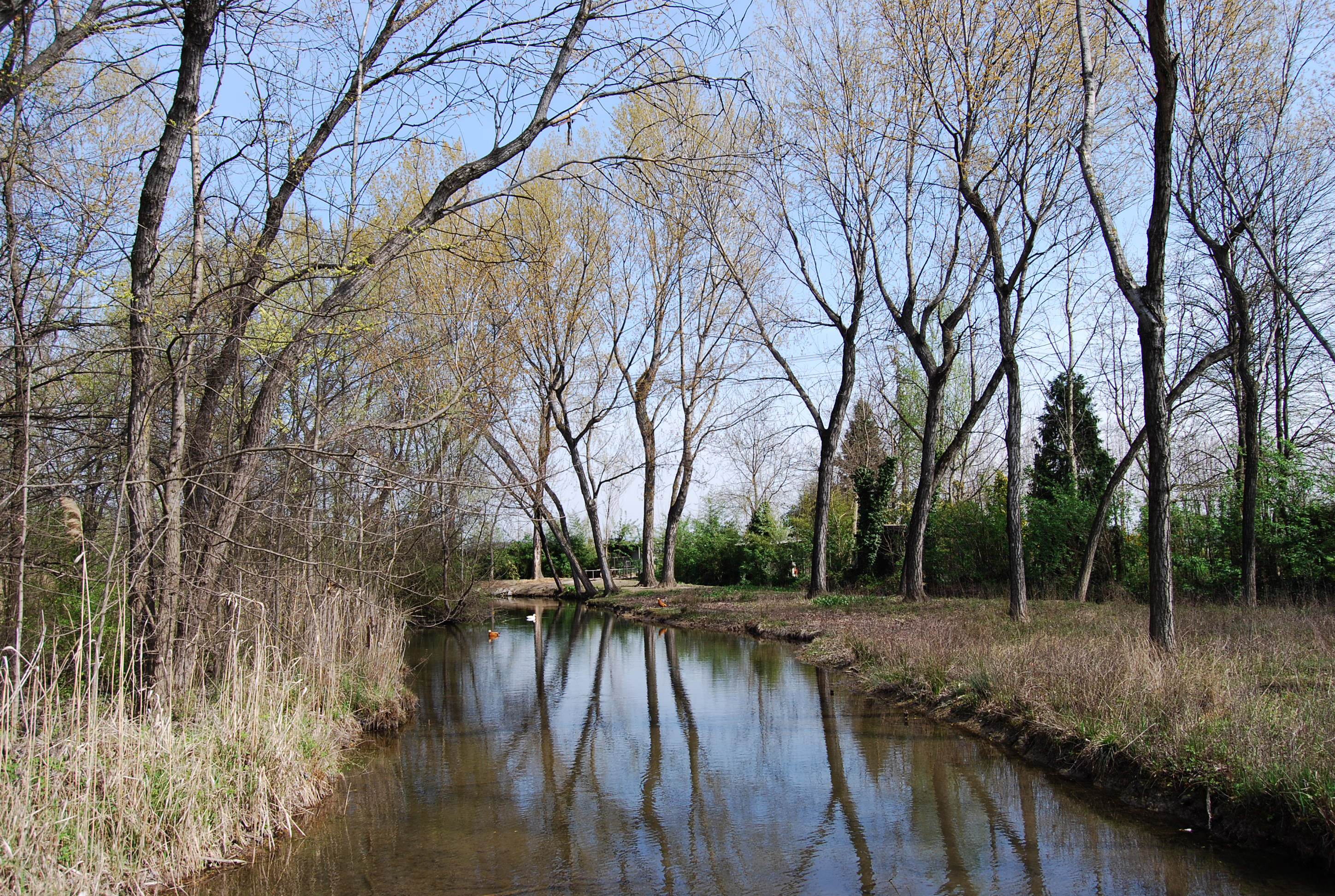
Castel Goffredo, zona dei fontanili
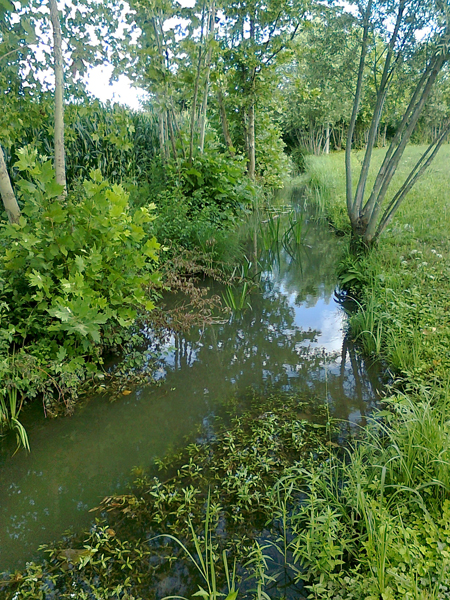
Castel Goffredo, zona dei fontanili
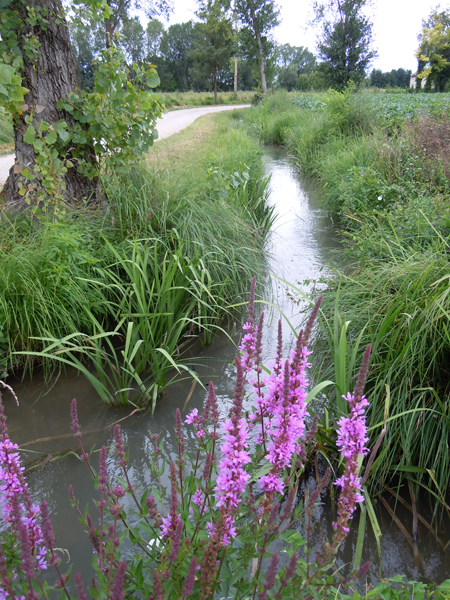
Castel Goffredo, zona dei fontanili
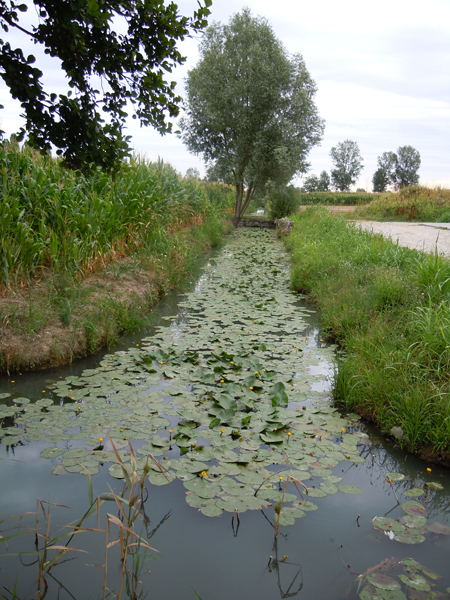
Castel Goffredo, zona dei fontanili
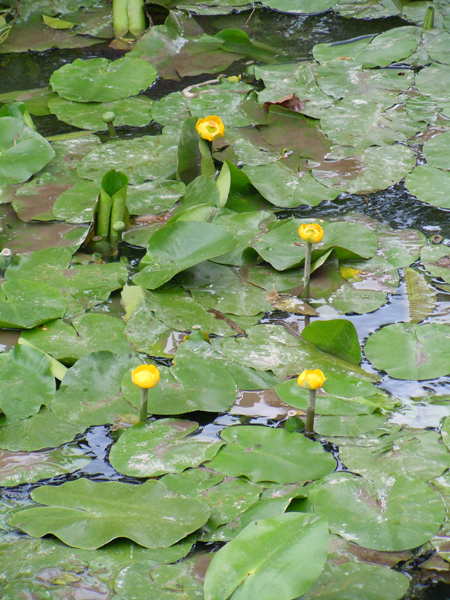
Castel Goffredo, zona dei fontanili
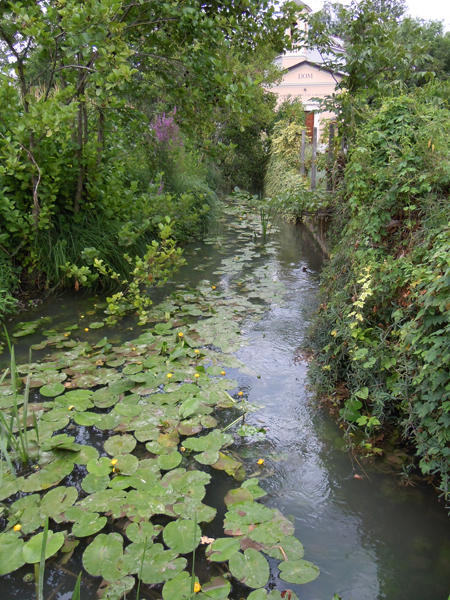
Castel Goffredo, zona dei fontanili
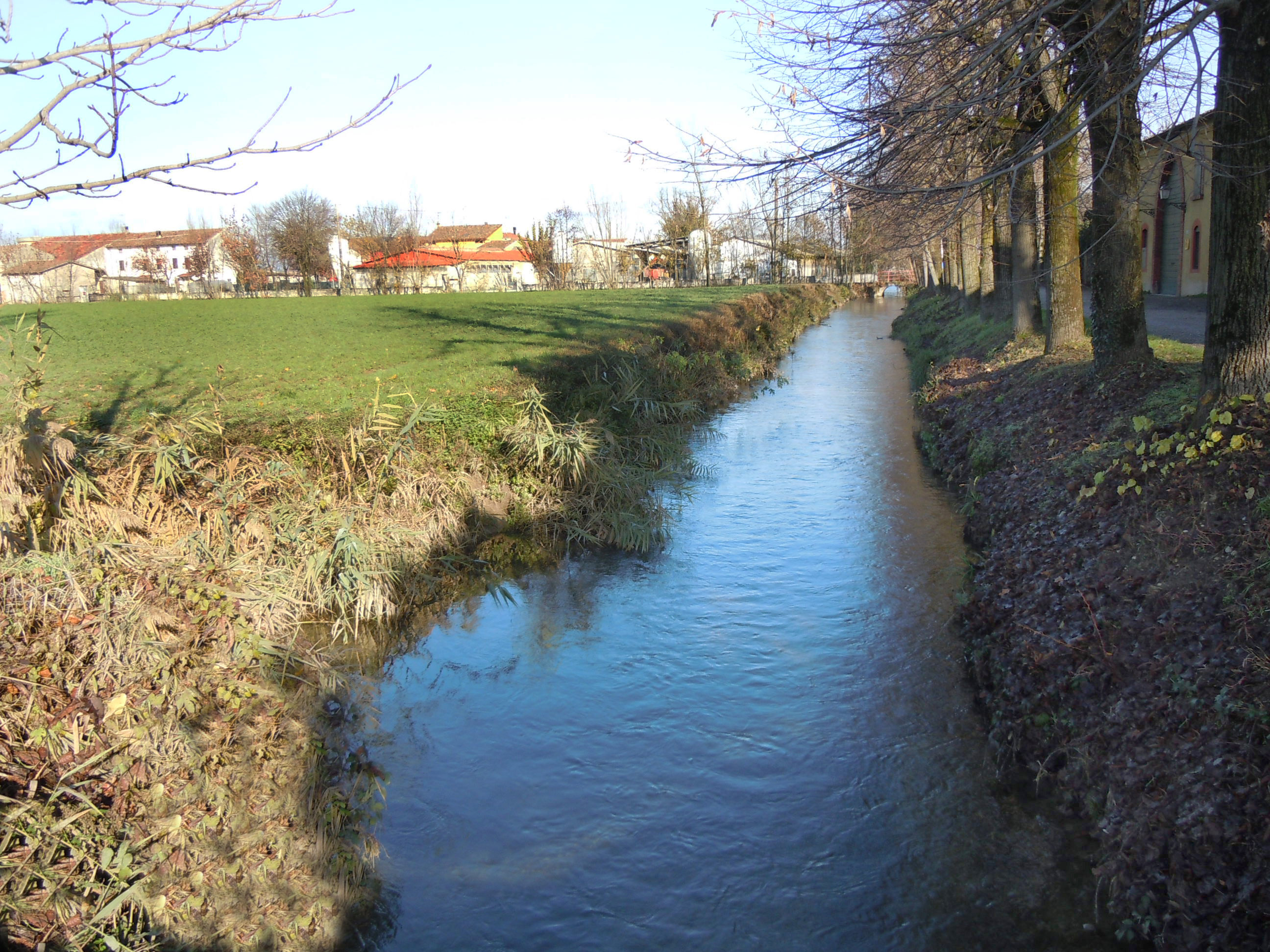
Torrente Osone
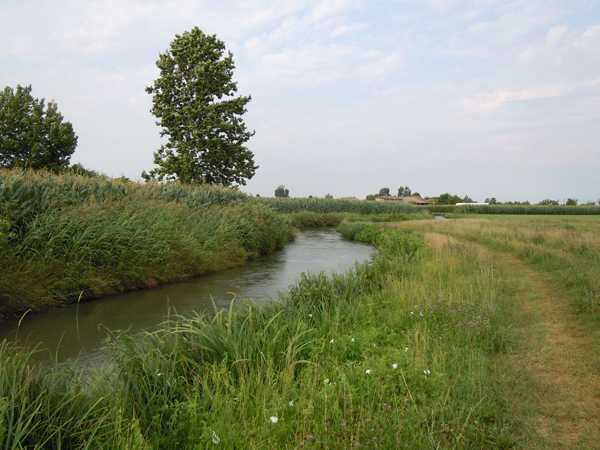
Castel Goffredo, Seriola Piubega
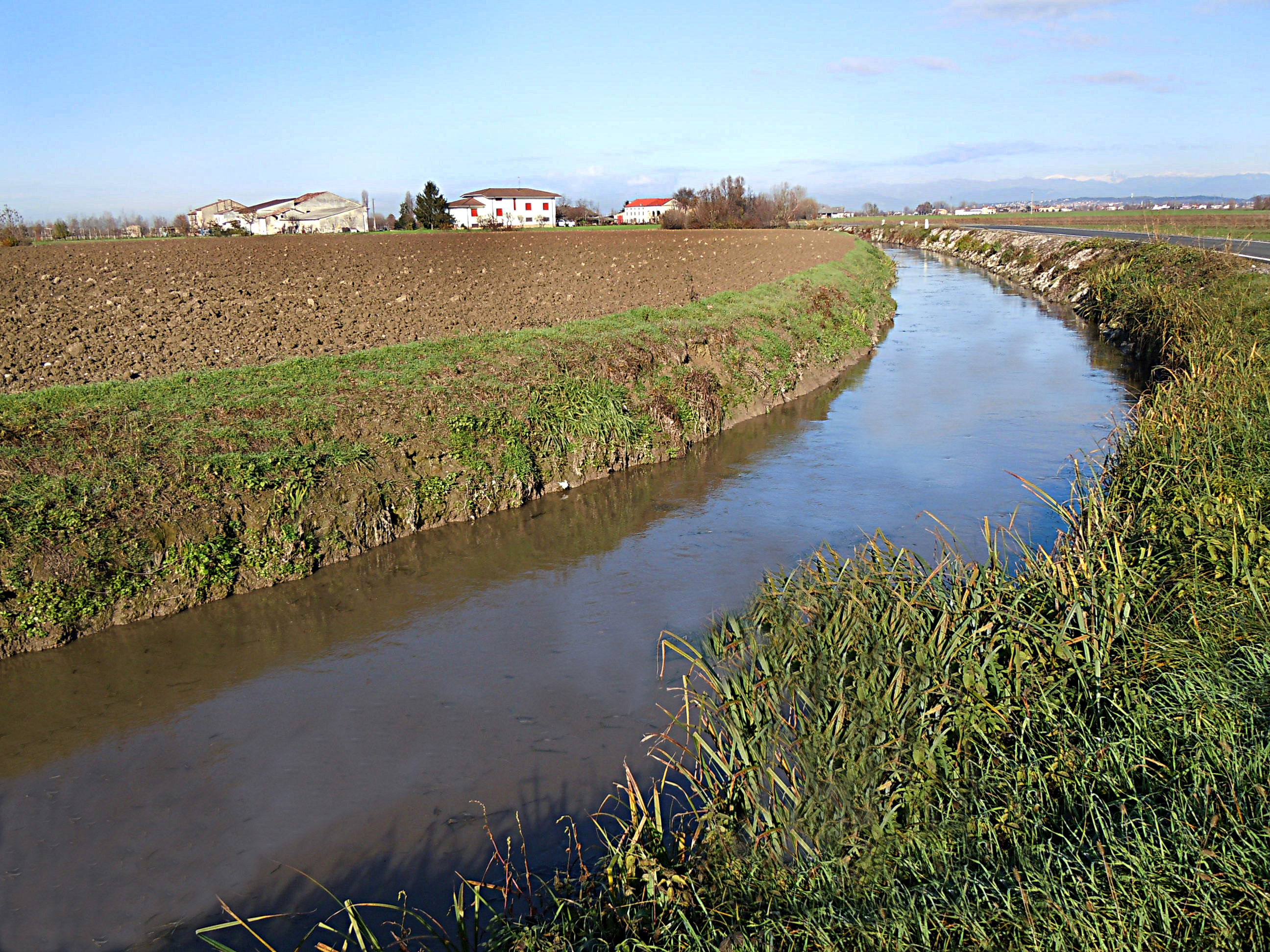
Castel Goffredo, Seriola Gozzolina
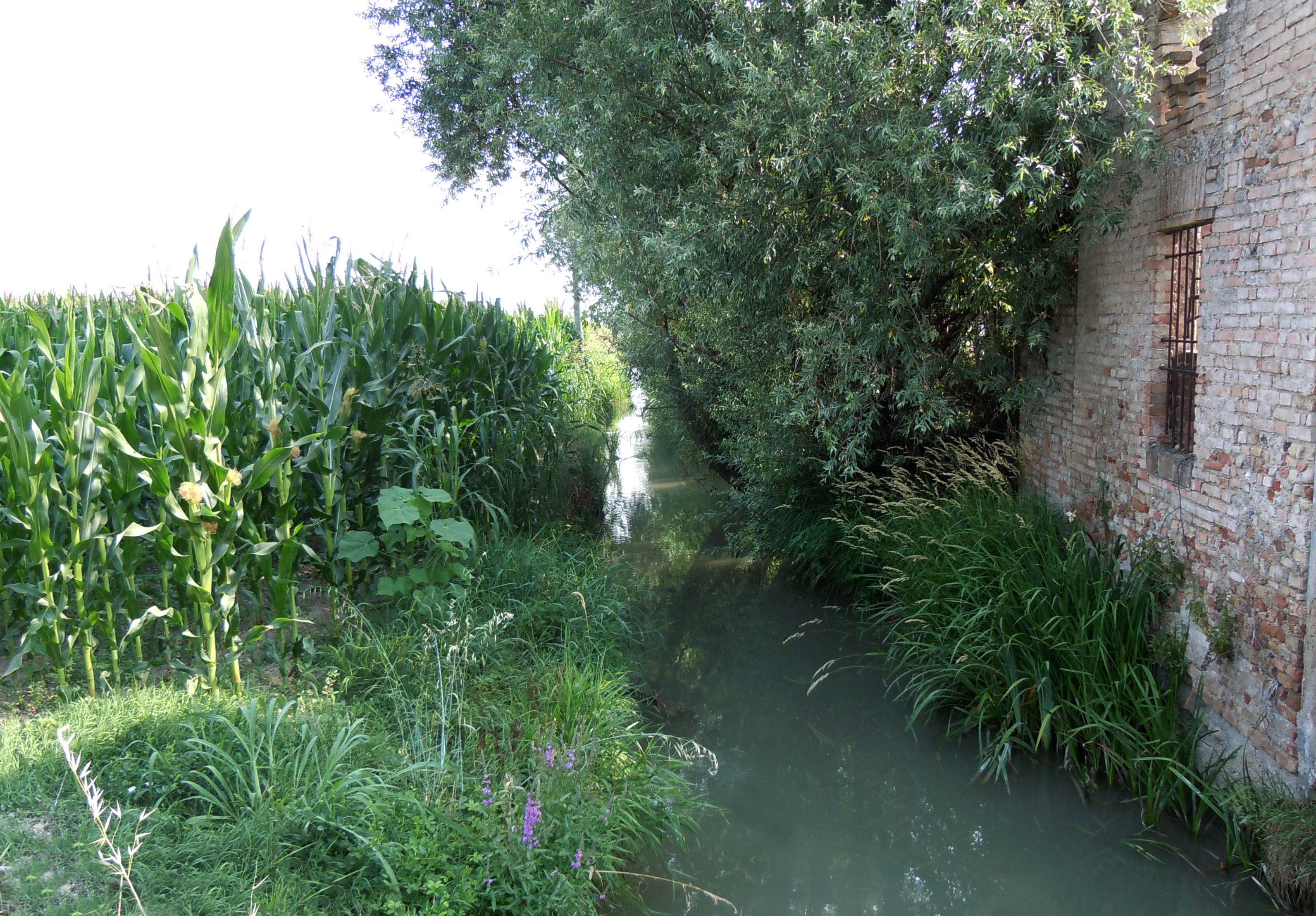
Castel Goffredo, Fosso Gambaredoletto
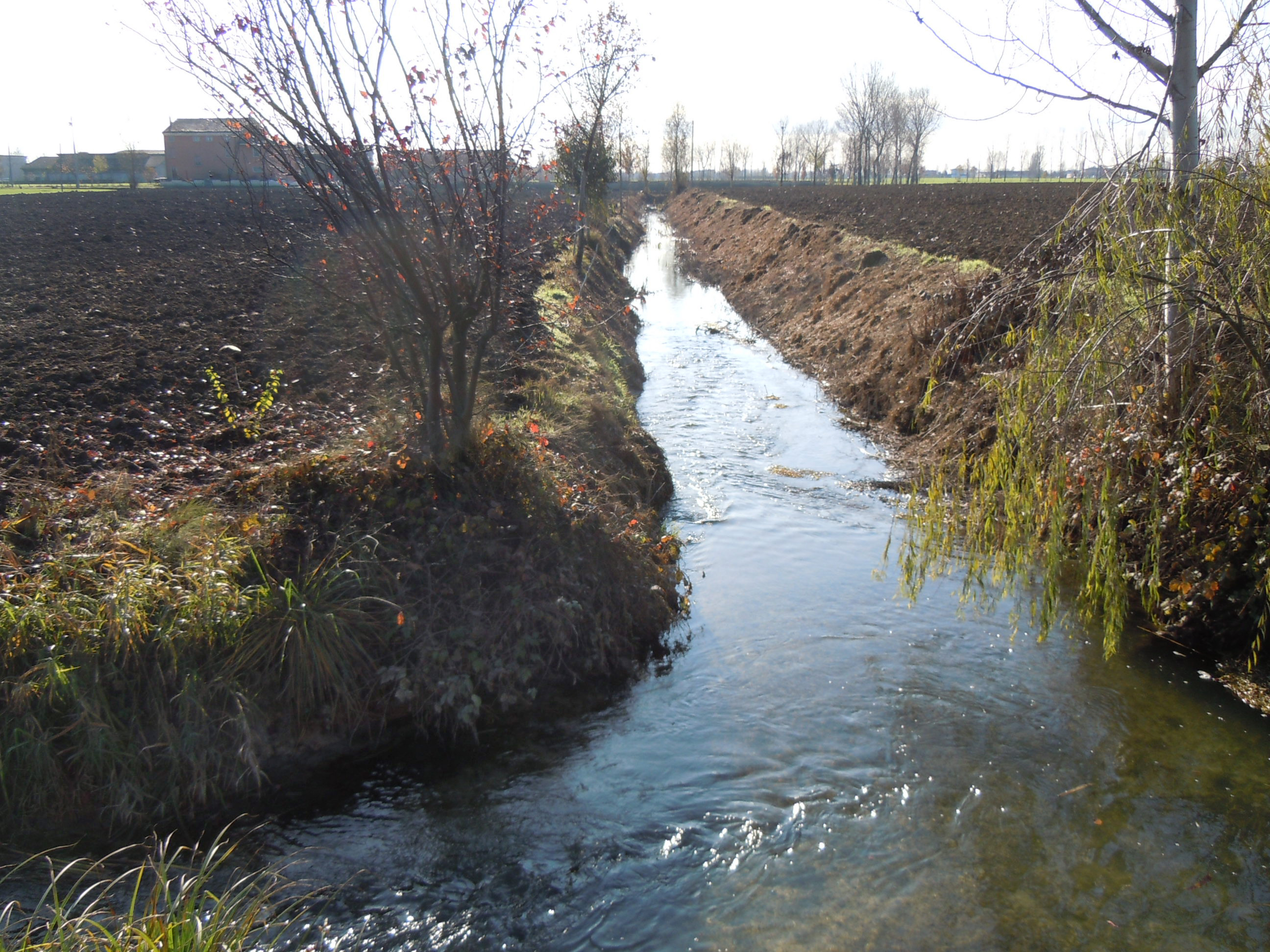
Castel Goffredo, Gambino
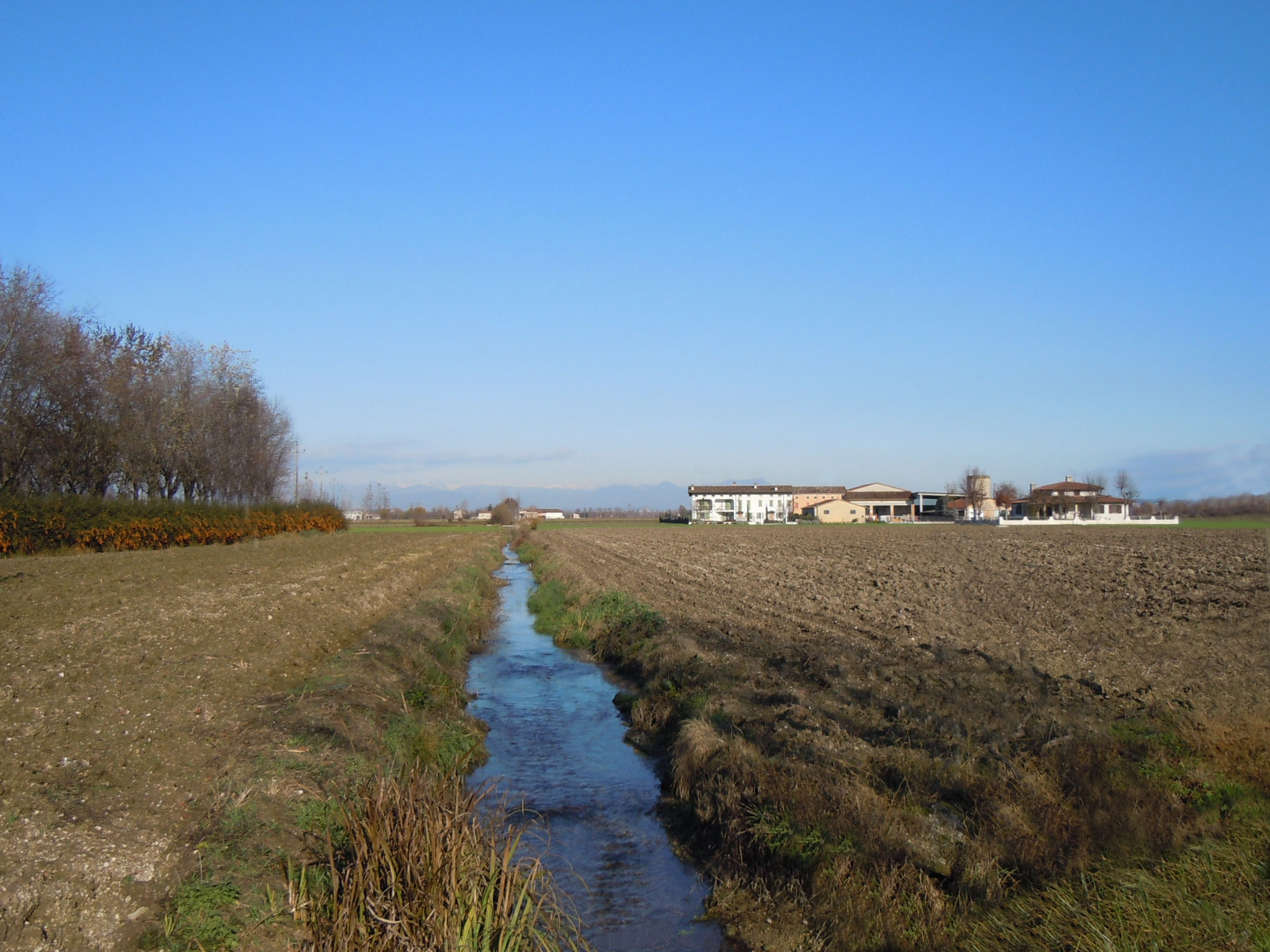
Castel Goffredo, Ressico

### Altre fonti
- 1999 – Immagina. Castel Goffredo: l'evoluzione di un territorio, CD-ROM, a cura del Comune di Castel Goffredo.